# مجله سرمایه‌گذاری
مجله سرمایه‌گذاری (به انگلیسی: the Journal of Investing)
مجله سرمایه‌گذاری (The Journal of Investing) یک مجله دانشگاهی فصلی است که تحقیقات در حوزه‌های مدیریت سبد (portfolio management)، تخصیص دارایی (asset allocation)، اندازه‌گیری عملکرد (performance measurement)، مقایسه کردن (benchmarking)، صندوق‌های سرمایه‌گذاری مشترک (mutual funds) و استراتژی‌های سبد برای نهادهای طرف خرید مانند صندوق‌های بازنشستگی(pension funds)را پوشش دهد.